# Liste der Monuments historiques in Trémargat
Die Liste der Monuments historiques in Trémargat führt die Monuments historiques in der französischen Gemeinde Trémargat auf.

## Liste der Bauwerke
| Bezeichnung                         | Beschreibung | Standort              | Kennzeichnung | Schutzstatus | Datum | Bild           |
| ----------------------------------- | ------------ | --------------------- | ------------- | ------------ | ----- | -------------- |
| Menhir von Parc-ar-Menhir           |              | (Lage)                | PA00089730    | Inscrit      | 1967  |                |
| Menhire Prat-Rous-Cerch             |              | Lampoul-Huella (Lage) | PA00089729    | Classé       | 1968  |                |
| Menhire von Prat-Tuntauren          |              | Lampoul-Huella (Lage) | PA00089728    | Classé       | 1968  |                |
| Manoir de Lampoul Izellan           | Herrenhaus   | (Lage)                | PA00089727    | Inscription  | 1964  |                |
| Kirche Notre-Dame                   |              | (Lage)                | PA00089726    | Inscrit      | 1927  | weitere Bilder |
| Camp protohistorique de Toul-Goulic |              | (Lage)                | PA00089725    | Inscrit      | 1965  |                |

## Liste der Objekte

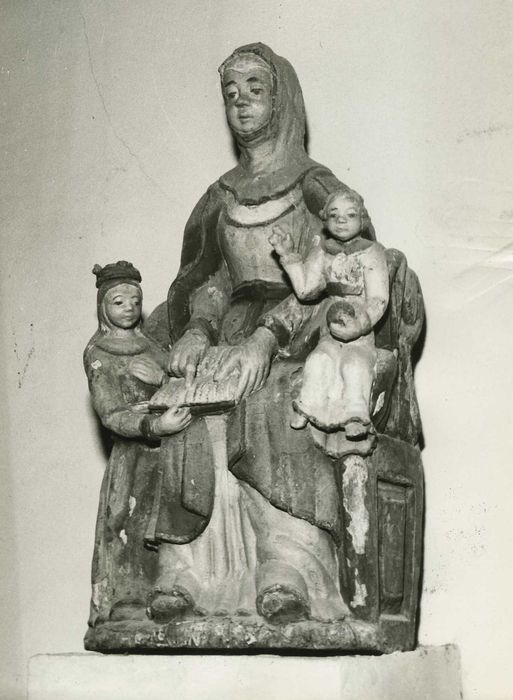
Skulptur Anna selbdritt (16. Jahrhundert) in der Kirche Notre-Dame

- Monuments historiques (Objekte) in Trémargat in der Base Palissy des französischen Kultusministeriums